# Ånge IF
Ånge IF är en fotbollsförening från Ånge i västra Medelpad. Klubben spelade som högst i division 2, senast säsongen 2016. Säsongen 2019 spelar herrlaget i division 5 Medelpad. 

## Om klubben
Ånge IF grundades den 1 oktober 1980, av Lennart Cederberg och Pär Österlund som en utbrytning ur moderklubben Ånge SK.
Säsongen 2006 slutade laget på en fjärde plats i division 5 Medelpad och blev då uppflyttade till division 4. 2010 nådde laget playoff till uppflyttning efter att ha nått en andraplats serien men det var först året efter som föreningen nådde uppflyttning. Efter fem säsonger i division 4 vann laget sin serie efter att ha gått obesegrade genom serien och blev för första gången i föreningens historia uppflyttade till division 3. Laget var nära att på nytt flyttas upp under sin debutsäsong i division 3 då laget nådde en tredjeplats, två poäng efter seriesegrarna Kvarnsvedens IK. Inför säsongen 2013 bytte man serie från div 3 södra Norrland till div 3 mellersta Norrland. I säsongens sista omgång säkrade laget seriesegern genom att vinna sista matchen mot Höga Kusten Fotboll och avancerade därmed till division 2 Norrland. 
Efter två stabila säsonger i division 2 blev efter säsongen 2016 nedflyttade efter att ha slutat på fjortonde och sista plats i serien. På grund av spelarbrist valde laget att dra sig ur spel från division 3 säsongen 2017 och började istället om i division 6. Nedflyttade laget Stöde tog över platsen i divisionen. 

## Minnesvärda spelare
- David Cabán, spelade i Ånge IF under säsongen 2016 och har representerat Puerto Ricos landslag.
- Bernard Dong Bortey, spelade i Ånge IF under säsongen 2015 och har representerat Ghanas landslag.
- Anthony Obodai, spelade i Ånge IF under säsongen 2015 och har representerat Ghanas landslag.